# Abderrazak Djahnit
Abderrazak Djahnit (ur. 2 stycznia 1968) – algierski piłkarz grający na pozycji napastnika. W swojej karierze rozegrał 5 meczów i strzelił 1 gola w reprezentacji Algierii.

## Kariera klubowa
W swojej karierze piłkarskiej Djahnit grał w klubie JS Kabylie.

## Kariera reprezentacyjna
W reprezentacji Algierii Djahnit zadebiutował 31 grudnia 1989 roku w zremisowanym 0:0 towarzyskim meczu z Senegalem, rozegranym w Dakarze. W 1990 roku został powołany do kadry na Puchar Narodów Afryki 1990. Na tym turnieju zagrał w jednym meczu, grupowym z Egiptem (2:0). Z Algierią wywalczył mistrzostwo Afryki. Od 1989 do 1991 rozegrał w kadrze narodowej 5 meczów i strzelił 1 gola.